# 奧揚泰坦博
13°15′29″S 72°15′48″W / 13.25806°S 72.26333°W

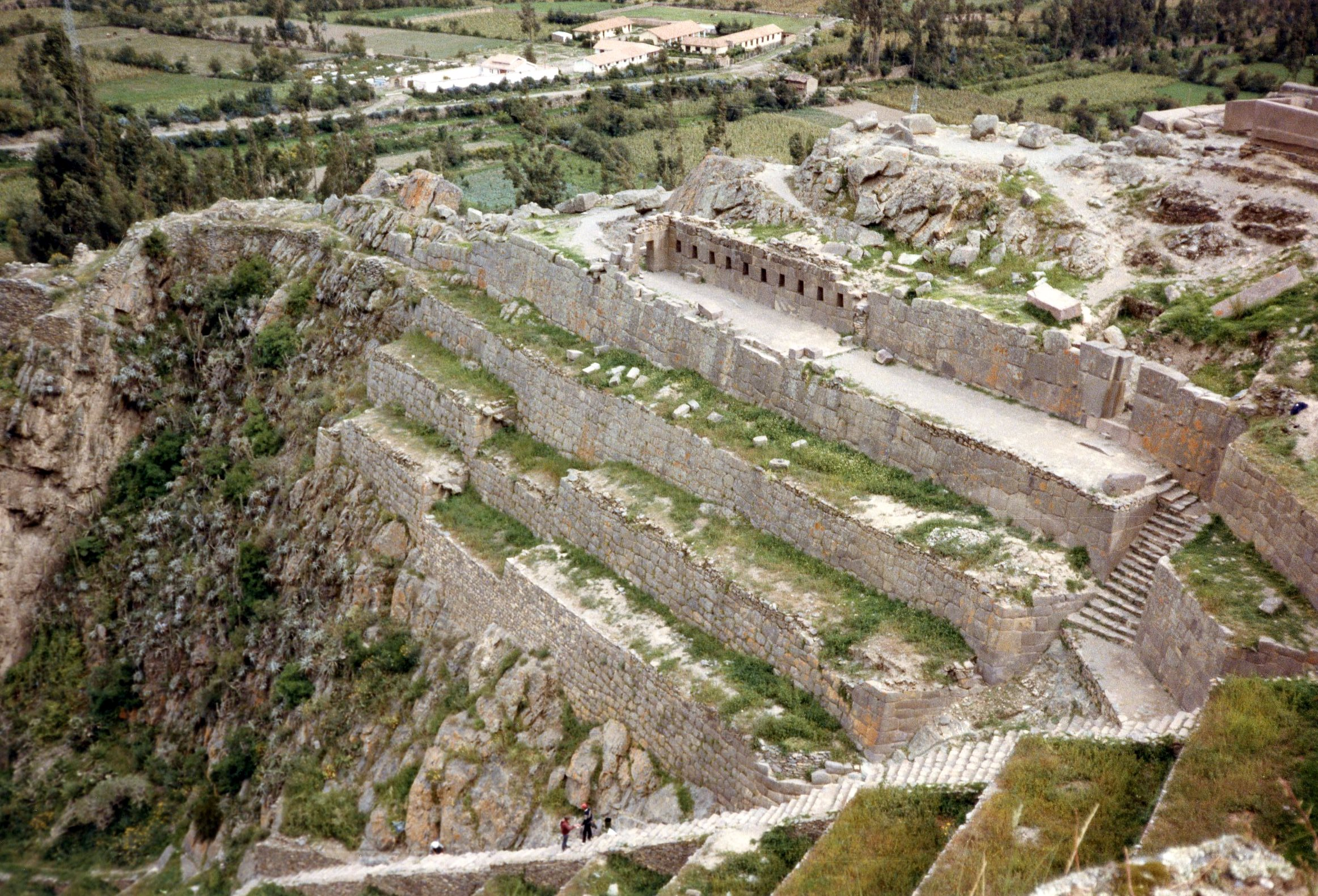

欧雁台（又称奧揚泰坦博），是秘魯的城鎮和印加考古遺址，位於該國南部庫斯科大區的烏魯班巴省，處於庫斯科西北面約72公里的烏魯班巴河畔，海拔約 2,792 公尺。
在印加帝國時期，印加皇帝帕查庫特克征服此地，並在這裡建立了皇家莊園、城鎮和祭儀中心。在西班牙征服秘魯時期，此地成為印加帝國的抵抗領袖——曼科·印卡·尤潘基的據點。
現今，奧蘭泰坦博的遺址成為印加聖谷的重要景點，同時也是印加古道四天三夜徒步旅行的起點之一。